# Капетан Микула Мали
„Капетан Микула Мали“ је југословенски филм и ТВ серија из 1974. године. Режирао га је Обрад Глушчевић, а сценарио су писали Обрад Глушчевић и Стјепан Шешељ.

## Радња
У јесен 1943. године, након талијанске капитулације, немачке јединице искрцају се на далматинској обали, а пред њима многи становници уточиште су потражили на партизанској територији, острву Вису. У конвоју од неколико пловила је и бродић капетана Микуле и његовог унука Микуле. Њихов се мотор поквари, па се морају зауставити на острву који су заузели Немци, како би набавили нови дио за мотор. Микула Велики затражи помоћ од мештана, али га ухвате Немци. Микула Мали заједно с децом с бродића мора се снаћи у опасној ситуацији…

## Улоге
| Глумац              | Улога                   |
| ------------------- | ----------------------- |
| Петре Прличко       | Дида                    |
| Тончи Видан         | Микула Мали             |
| Јошко Пажанин       | Цико                    |
| Манојло Цвијановић  | Комушина                |
| Петар Банићевић     | Падобранац              |
| Златко Мадунић      | Преводилац              |
| Јулије Перлаки      |                         |
| Невенка Бенковић    | Андрова мајка           |
| Раде Перковић       | Партизан на Мегафону    |
| Финка Павичић-Будак | Бака са торбом          |
| Ратко Буљан         | Андро - рањени партизан |
| Иво Пајић           | Старац са Шубаром       |
| Никола Заниновић    | Немачки војник          |
| Мехмед Шабановић    | Немачки војник          |
| Рикард Брзеска      | Гробар                  |
| Шпиро Губерина      | Синкронизира Диду       |
| Илија Ивезић        | Партизан                |
| Зоја Одак           | Учитељица               |
| Тана Маскарели      |                         |

## Награде
Филм је на Пулском фестивалу добио је награду публике Јелен.